# Aeropuerto Internacional de Baltimore-Washington
El Aeropuerto Internacional Thurgood Marshall de Baltimore-Washington (del inglés: Baltimore/Washington International Airport) (IATA: BWI, OACI: KBWI, FAA LID: BWI) es un aeropuerto internacional en el este de los Estados Unidos. Sirve a Baltimore, Maryland, y con el Aeropuerto Internacional de Washington-Dulles y el Aeropuerto Nacional Ronald Reagan de Washington es uno de los tres principales aeropuertos que sirven al área metropolitana de Baltimore-Washington D. C.. Ubicado en un área no incorporada del Condado de Anne Arundel, el aeropuerto está a 14 km (9 millas) al sur del centro de Baltimore y a 48 km (30 millas) al noreste de Washington D. C.
Es el aeropuerto más concurrido de Maryland y el aeropuerto más concurrido del área metropolitana de Baltimore-Washington. Se conoce comúnmente como BWI o BWI Marshall. El aeropuerto lleva el nombre de Thurgood Marshall, un nativo de Baltimore. Thurgood Marshall fue el primer afroestadounidense en servir como juez en la Corte Suprema de los Estados Unidos. Este aeropuerto también atrae a un gran número de viajeros de las áreas metropolitanas de Richmond, Harrisburg y Filadelfia. El BWI cubre 1,279 ha (3,160 acres) de tierra.

## Instalaciones

### Terminal
El Aeropuerto Internacional de Baltimore/Washington Thurgood Marshall tiene cinco salas con 70 puertas en total y 4 puertas de llegada internacionales, aunque las Salas A y B se fusionaron esencialmente en una sola sala en las renovaciones completadas en 2005, una sección de fusión que une la Sala C con las Salas A/B se completó en 2013, y luego la Sala D se fusionó con la Sala E en las renovaciones completadas en 2017. La Administración de Aviación de Maryland tiene su sede en el tercer piso del edificio de la terminal. Las puertas internacionales del aeropuerto se encuentran en la Sala E.
- Las Salas A y B tienen 25 puertas.
- La Sala C tiene 14 puertas.
- La Sala D tiene 24 puertas.
- La Sala E tiene 7 puertas.

La USO opera una sala de espera en el nivel inferior de la Terminal entre las bandas de reclamo de equipaje de las Salas D y E para las Fuerzas Armadas de los Estados Unidos y sus familias. Un salón llamado The Club está ubicado cerca de la Puerta D10 y es accesible para los miembros del Priority Pass. British Airways contrata el Chesapeake Club Lounge en la Sala E, cerca de la entrada a la sala, para que lo utilicen sus pasajeros de élite y Club World.

### Carga
El vestíbulo de carga del aeropuerto cubre un área de 36,700 m² (395,000 pies cuadrados). Sus instalaciones incluyen un edificio de carga de 5,600 m² (60,000 pies cuadrados) en el Midfield Cargo Complex, una zona de comercio exterior, una rampa de carga aérea de 6.9 ha (17 acres) y estacionamiento en rampa para 17 aviones con acceso directo por la nariz para ocho cargueros.

### Transporte terrestre
BWI se encuentra en el extremo sureste de la Interestatal 195, una ruta directa que proporciona conexiones a la Baltimore-Washington Parkway y la Interestatal 95.
BWI fue clasificada como uno de los "10 principales aeropuertos de Estados Unidos más fáciles de llegar" por Aviation.com en 2007 y tiene una estación de tren ligero ubicada en su terminal principal.
El servicio de camionetas de pasajeros hacia y desde la costa este y el oeste de Maryland está disponible a través de BayRunner Shuttle con servicios desde y hacia BWI a Kent Island, Easton, Cambridge, Salisbury, Ocean Pines y Ocean City (para la costa este) y Grantsville, Frostburg, Cumberland, Hancock, Hagerstown y Frederick (para el oeste de Maryland). También hay numerosos servicios de automóviles privados, automóviles de alquiler y taxis, así como servicios de enlace que van y vienen de BWI a hoteles locales; Baltimore y Washington y sus suburbios; y Maryland central y occidental.
El servicio de autobús entre BWI y la estación Greenbelt del Metro de Washington y la Línea MARC Camden es provisto por Metrobús de WMATA en la Ruta B30 cada 70 minutos de 6 a. m. a 10 p. m. de lunes a viernes. No se proporciona ningún servicio de fin de semana o feriado, ya que se suspendió el 25 de junio de 2017. La tarifa regular es de $7.50, y la tarifa para discapacitados/jubilados es de $3.75; se requiere una tarifa exacta o el uso de una tarjeta WMATA SmarTrip.
La estación de tren del BWI se encuentra a una milla de la terminal del aeropuerto; el servicio gratuito de traslado al aeropuerto BWI Marshall conecta la estación de tren y las terminales del aeropuerto. La estación es servida por los trenes del Corredor Noreste de Amtrak, que incluyen el Acela Express de alta velocidad parcial y la Línea Penn de MARC. El tiempo de viaje en tren es de aproximadamente veinte minutos a la estación Penn de Baltimore y treinta y cinco minutos a la estación Union en Washington D. C. Los trenes salen al menos una vez una hora, siete días a la semana, y los horarios de salida durante las horas pico y el horario comercial son significativamente más frecuentes.
En agosto de 2014, BWI lanzó un nuevo sistema para compartir bicicletas con la compañía Zagster, con sede en Boston. Ubicado junto a la estación de tren ligero del aeropuerto BWI, el servicio para compartir bicicletas conecta a los pasajeros terminales con el cercano sendero BWI Trail, así como con otros destinos locales.

### Otras instalaciones
En 1985, el Distrito Comercial del BWI se estableció como una forma de formalizar negocios y hoteles que operan adyacentes al aeropuerto. El distrito comprende dos distritos más pequeños ubicados al norte (West Nursery Hotel District) y al oeste (Stoney Run District) del aeropuerto. Numerosos centros de empleo y recursos para viajeros se encuentran dentro de ambos distritos, como la estación de tren BWI y la instalación de alquiler de automóviles BWI en el distrito de Stoney Run, y la estación de tren ligero del distrito comercial BWI, el anexo de amistad de la NSA y docenas de instalaciones de hoteles en el Distrito de viveros del oeste.
Una instalación de DHS se encuentra en el nivel inferior de la terminal principal, cerca del área de llegadas internacionales/bandas de equipaje de la Sala E. Esta instalación también incluye un Centro de inscripción global de entrada, así como una instalación de inscripción TSA PreCheck.
A principios de la década de 1990, el Aeropuerto BWI abrió el Área de Observación de Aviones Thomas A. Dixon en el Parque de la Amistad. La plaza de observación cuenta con un parque infantil y una terraza con vistas al enfoque sur de la pista 15R-33L del aeropuerto. Desde este punto de vista, se pueden ver varios aviones simultáneamente mientras se preparan para aterrizar. El circuito sur del sendero BWI de 13.3 millas recorre el parque, proporcionando acceso para ciclistas y peatones al parque.
Además del Área de observación de aeronaves Thomas A. Dixon, que ofrece a los observadores vistas del aterrizaje de aeronaves en la pista 33L, los observadores pueden usar uno de los varios estacionamientos para ver las llegadas a la pista 15R, y algunas llegadas parecen estar debajo del observador.

## Aerolíneas y destinos

### Pasajeros
| Aerolíneas           | Destinos |
| -------------------- | --- |
| Alaska Airlines      | Seattle/Tacoma |
| American Airlines    | Charlotte, Dallas/Fort Worth, Miami Estacional: Chicago–O'Hare |
| American Eagle       | Chicago–O'Hare Estacional: Miami |
| Avelo Airlines       | Estacional: New Haven, Wilmington (NC) |
| BermudAir            | Bermudas Estacional: Anguilla (inicia el 19 de diciembre de 2025) |
| British Airways      | Londres–Heathrow |
| Copa Airlines        | Ciudad de Panamá–Tocumen |
| Delta Air Lines      | Atlanta, Detroit, Mineápolis/St. Paul, Salt Lake City |
| Delta Connection     | Boston |
| Frontier Airlines    | Atlanta, Charlotte, Chicago–Midway, Dallas/Fort Worth, Detroit, Miami, Orlando, San Juan Estacional: Chicago–O'Hare, Denver, Tampa |
| Icelandair           | Reikiavik–Keflavík |
| PLAY                 | Reikiavik–Keflavík (finaliza el 24 de octubre de 2025) |
| Southwest Airlines   | Albany, Albuquerque, Aruba, Atlanta, Austin, Birmingham (AL), Boston, Búfalo, Cancún, Charleston (SC), Charlotte, Chicago–Midway, Chicago–O'Hare, Cincinnati, Cleveland, Colorado Springs, Columbus–Glenn, Dallas–Love, Denver, Destin/Fort Walton Beach, Detroit, Fort Lauderdale, Fort Myers, Grand Rapids, Greenville/Spartanburg, Hartford, Houston–Hobby, Indianápolis, Jackson (MS), Jacksonville (FL), Kansas City, Las Vegas, Long Beach, Long Island/Islip, Los Ángeles, Louisville, Manchester (NH), Memphis, Miami, Milwaukee, Mineápolis/St. Paul, Montego Bay, Myrtle Beach, Nashville, Norfolk, Nueva Orleans, Ontario (CA), Orlando, Phoenix–Sky Harbor, Pittsburgh, Portland (ME), Providence, Punta Cana, Raleigh/Durham, Richmond, Rochester (NY), Sacramento, Salt Lake City, San Antonio, San Diego, San Francisco, San José (CA), San José (CR), San Juan, San Luis, Santo Tomás (inicia el 7 de febrero de 2026), Sarasota, Savannah, Tampa, West Palm Beach Estacional: Ciudad de Belice, Gran Caimán, Liberia (CR), Nasáu, Panama City (FL), Portland (OR), Providenciales, San José del Cabo, Seattle/Tacoma |
| Spirit Airlines      | Atlanta, Boston, Cancún, Charlotte, Chicago–O'Hare, Dallas/Fort Worth, Detroit, Fort Lauderdale, Houston–Intercontinental, Las Vegas, Los Ángeles, Miami, Milwaukee, Montego Bay, Nashville, Nueva Orleans, Orlando, Punta Cana, Raleigh/Durham, San Antonio, San Juan, Tampa Estacional: Fort Myers, San Diego |
| Sun Country Airlines | Estacional: Mineápolis/St. Paul |
| United Airlines      | Chicago–O'Hare, Denver, Houston–Intercontinental, Los Ángeles, San Francisco |
| United Express       | Houston–Intercontinental |

### Carga
| Aerolíneas    | Destinos |
| ------------- | --- |
| Amazon Air    | Atlanta, Chicago/Rockford, Cincinnati, Houston–Intercontinental, Miami, Mineápolis/St. Paul, Ontario, Portland (OR), Riverside/March Air Base, Sacramento, San Luis, Tampa, Wilmington (OH) |
| Atlas Air     | Chicago/Rockford, Cincinnati, Fort Lauderdale, Fort Worth/Alliance, Kansas City, Las Vegas, Miami, Nashville, Newark, Ontario, San José, Stockton, Ypsilanti                                |
| DHL Aviation  | Cincinnati |
| FedEx Express | Columbus–Rickenbacker, Harrisburg, Indianápolis, Memphis |
| FedEx Feeder  | Newark, Salisbury |
| UPS Airlines  | Chicago/Rockford, Louisville, Raleigh/Durham, Richmond |

### Destinos internacionales

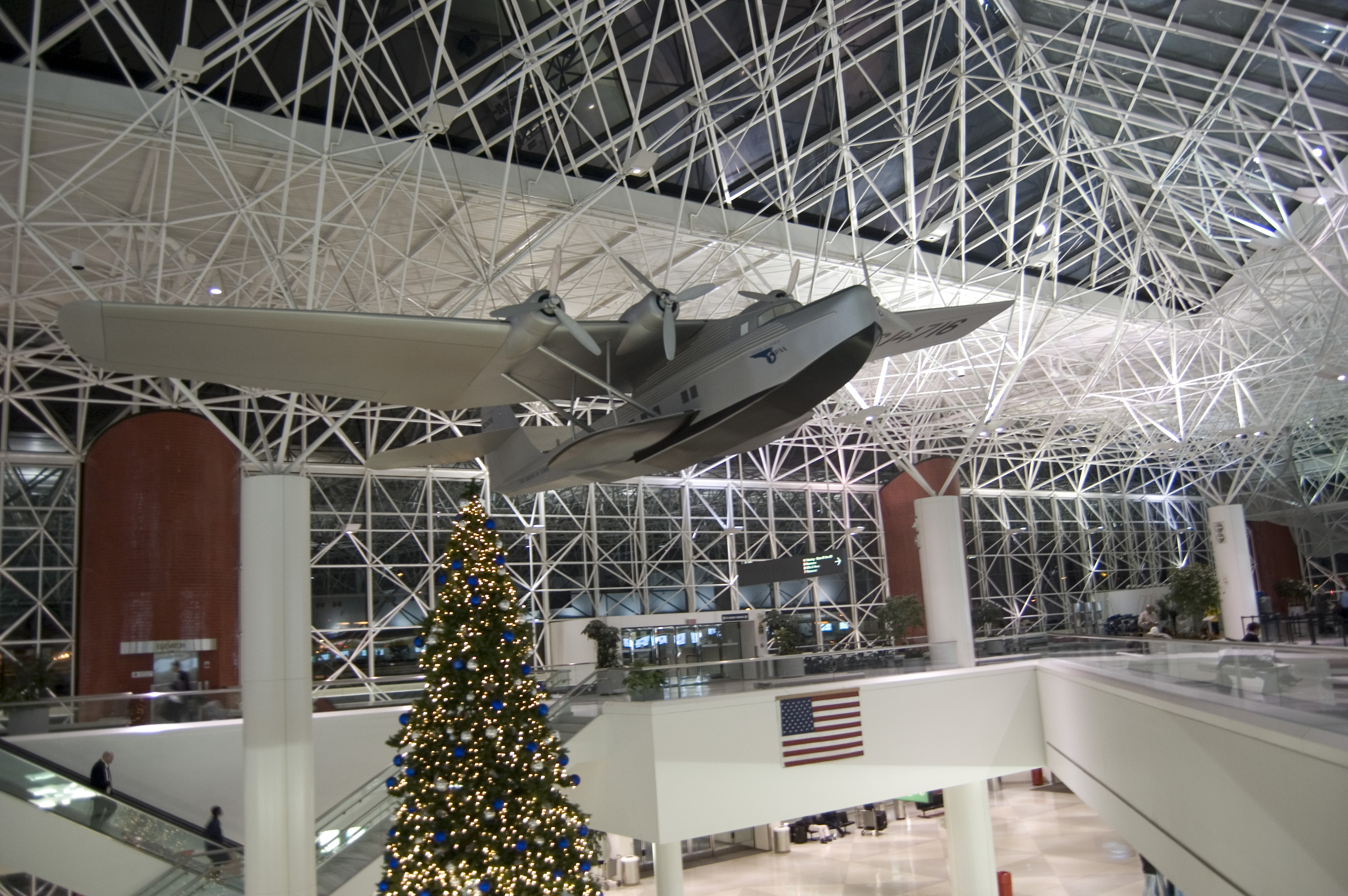
Terminal Internacional (Sala E).

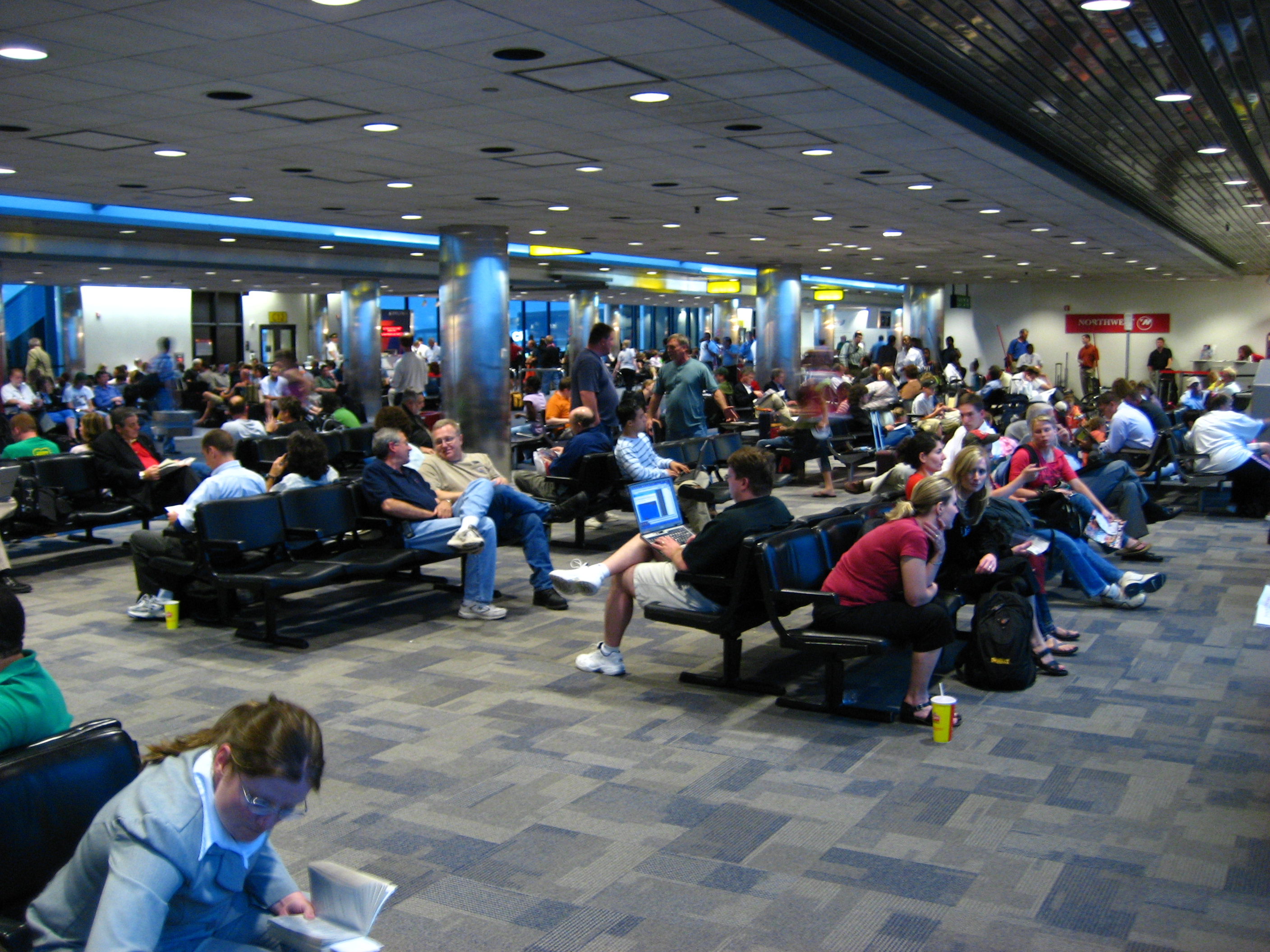
Sala de espera del Aeropuerto Internacional de Baltimore-Washington.

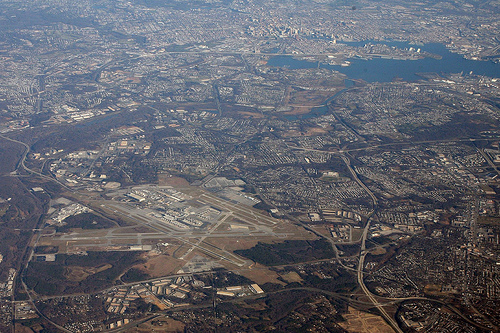
Vista aérea del Aeropureto BWI Marshall con el centro de Baltimore al fondo.

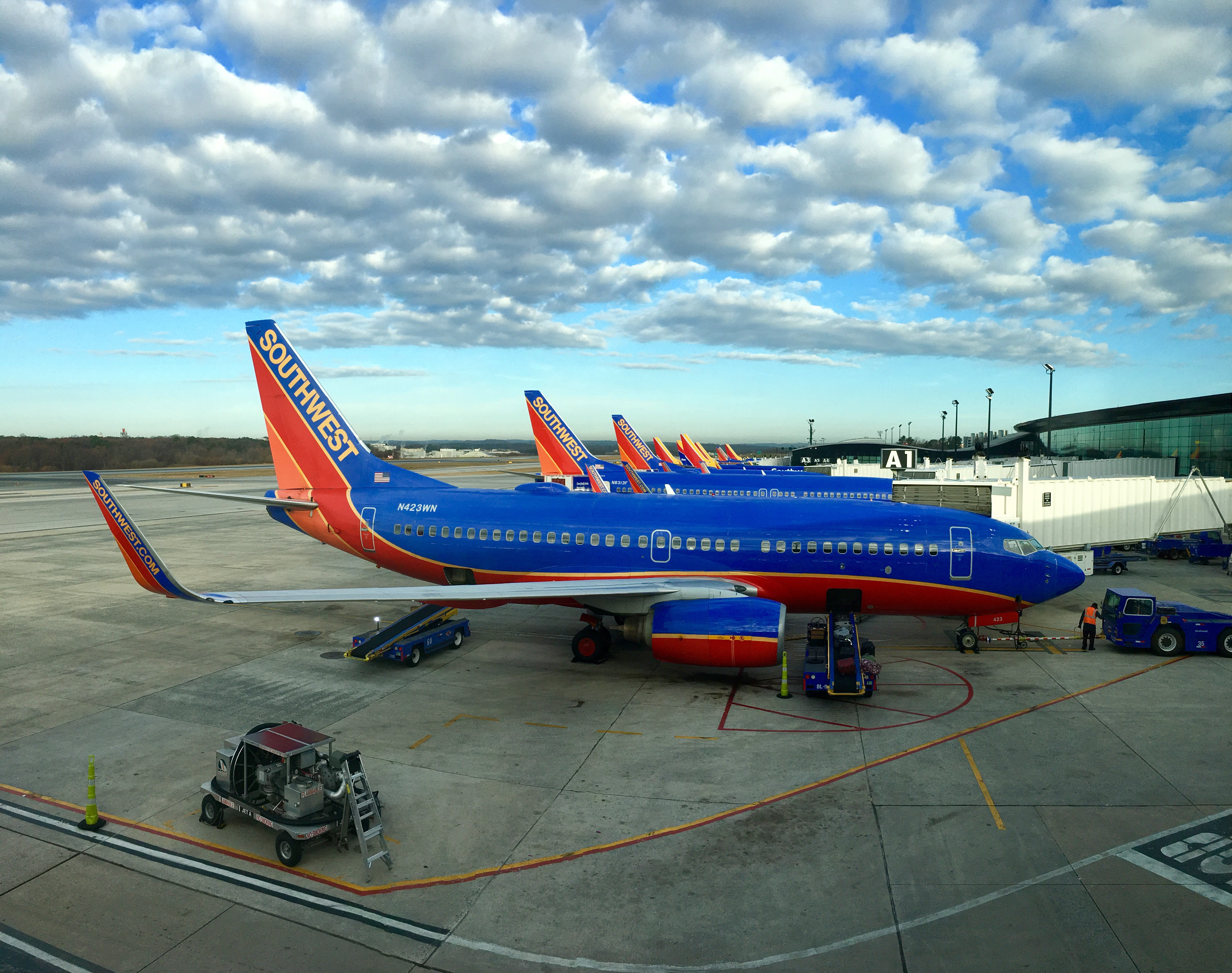
Aviones de Southwest Airlines en las Salas A-B.

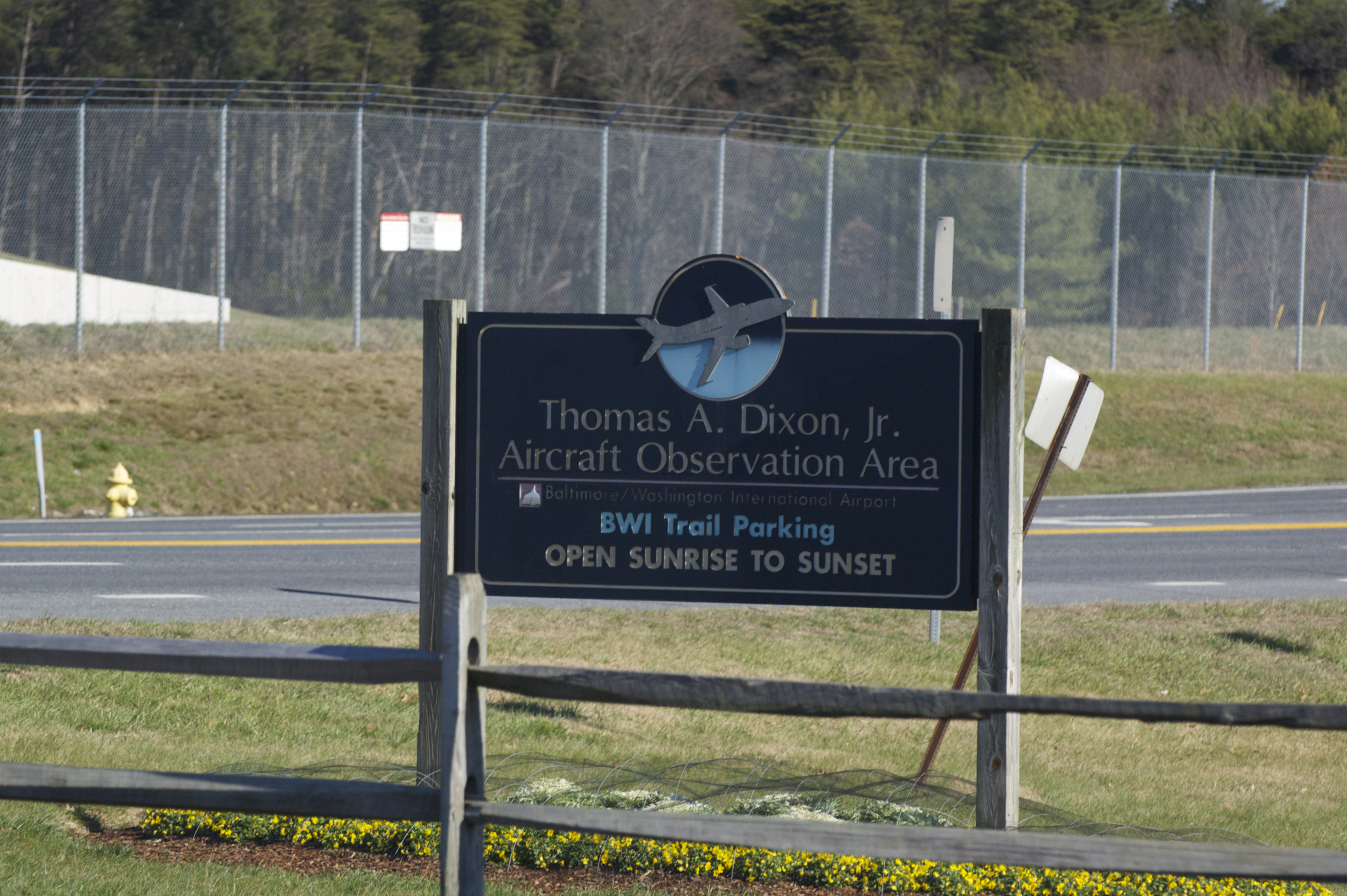
Área de observación.

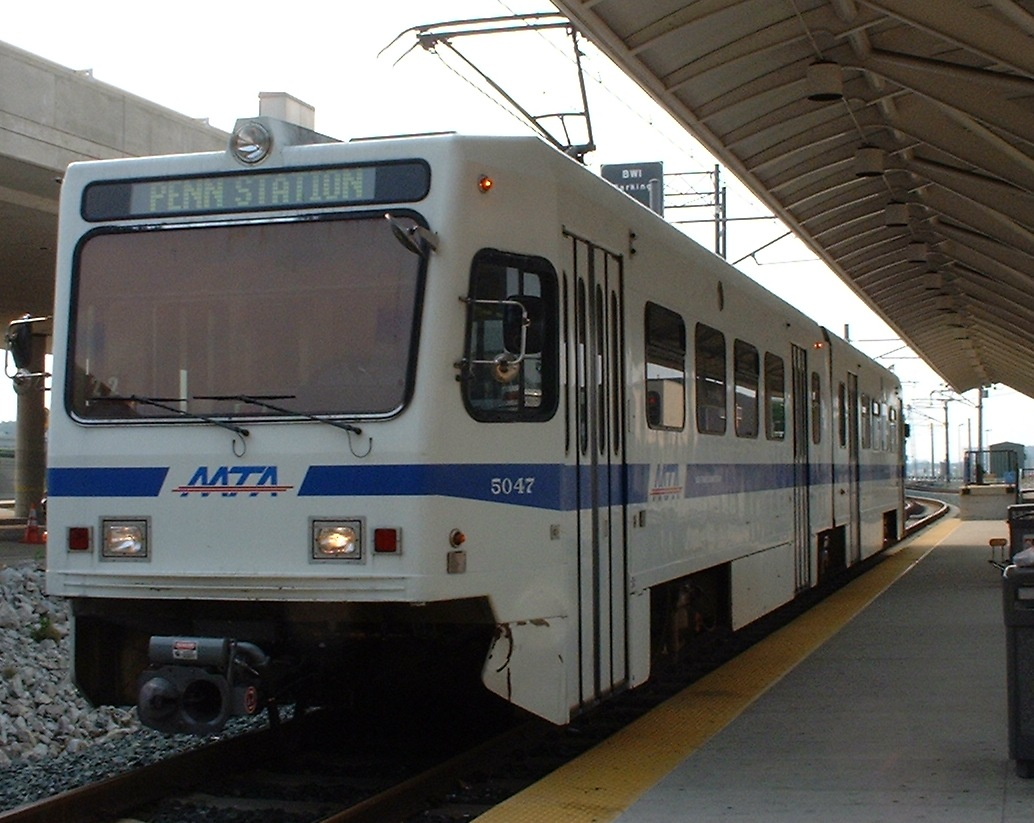
Tren Ligero de Baltimore.

Se ofrece servicio a 16 destinos internacionales [5 estacionales], a cargo de 8 aerolíneas.
| Ciudades                                                      | Nombre del aeropuerto                         | Aerolíneas                                                 |              |              |              |
| Norteamérica                                                  | Norteamérica                                  | Norteamérica                                               | Norteamérica | Norteamérica | Norteamérica |
| ------------------------------------------------------------- | --------------------------------------------- | ---------------------------------------------------------- | ------------ | ------------ | ------------ |
| México (2 destinos [1 estacional], 2 aerolíneas)              |                                               |                                                            |              |              |              |
| Cancún                                                        | Aeropuerto Internacional de Cancún            | Southwest Airlines / Spirit Airlines                       |              |              |              |
| San José del Cabo                                             | Aeropuerto Internacional de Los Cabos         | Southwest Airlines (Estacional)                            |              |              |              |
| Centroamérica y El Caribe                                     |                                               |                                                            |              |              |              |
| Anguila (1 destino, 1 aerolínea)                              |                                               |                                                            |              |              |              |
| Anguila                                                       | Aeropuerto Internacional Clayton J. Lloyd     | BermudAir (Estacional) (inicia el 19 de diciembre de 2025) |              |              |              |
| Aruba (1 destino, 1 aerolínea)                                |                                               |                                                            |              |              |              |
| Oranjestad                                                    | Aeropuerto Internacional Reina Beatrix        | Southwest Airlines                                         |              |              |              |
| Bahamas (1 destino [estacional], 1 aerolínea)                 |                                               |                                                            |              |              |              |
| Nasáu                                                         | Aeropuerto Internacional Lynden Pindling      | Southwest Airlines (Estacional)                            |              |              |              |
| Belice (1 destino [estacional], 1 aerolínea)                  |                                               |                                                            |              |              |              |
| Ciudad de Belice                                              | Aeropuerto Internacional Philip S. W. Goldson | Southwest Airlines (Estacional)                            |              |              |              |
| Bermudas (1 destino, 1 aerolínea)                             |                                               |                                                            |              |              |              |
| Hamilton                                                      | Aeropuerto Internacional L.F. Wade            | BermudAir                                                  |              |              |              |
| Costa Rica (2 destinos [1 estacional], 1 aerolínea)           |                                               |                                                            |              |              |              |
| Liberia                                                       | Aeropuerto de Guanacaste                      | Southwest Airlines (Estacional)                            |              |              |              |
| San José                                                      | Aeropuerto Internacional Juan Santamaría      | Southwest Airlines                                         |              |              |              |
| Islas Caimán (1 destino [estacional], 1 aerolínea)            |                                               |                                                            |              |              |              |
| Gran Caimán                                                   | Aeropuerto Internacional Owen Roberts         | Southwest Airlines (Estacional)                            |              |              |              |
| Islas Vírgenes de los Estados Unidos (1 destino, 1 aerolínea) |                                               |                                                            |              |              |              |
| Santo Tomás                                                   | Aeropuerto Internacional Cyril E. King        | Southwest Airlines (inicia el 7 de febrero de 2026)        |              |              |              |
| Jamaica (1 destino, 2 aerolíneas)                             |                                               |                                                            |              |              |              |
| Montego Bay                                                   | Aeropuerto Internacional Sir Donald Sangster  | Southwest Airlines / Spirit Airlines                       |              |              |              |
| Puerto Rico (1 destino, 3 aerolíneas)                         |                                               |                                                            |              |              |              |
| San Juan                                                      | Aeropuerto Internacional Luis Muñoz Marín     | Frontier Airlines / Southwest Airlines / Spirit Airlines   |              |              |              |
| República Dominicana (1 destino, 2 aerolíneas)                |                                               |                                                            |              |              |              |
| Punta Cana                                                    | Aeropuerto Internacional de Punta Cana        | Southwest Airlines / Spirit Airlines                       |              |              |              |
| Panamá (1 destino, 1 aerolínea)                               |                                               |                                                            |              |              |              |
| Ciudad de Panamá                                              | Aeropuerto Internacional de Tocumen           | Copa Airlines                                              |              |              |              |
| Europa                                                        |                                               |                                                            |              |              |              |
| Islandia (1 destino, 2 aerolíneas)                            |                                               |                                                            |              |              |              |
| Reikiavik                                                     | Aeropuerto Internacional de Keflavík          | Icelandair / PLAY (finaliza el 24 de octubre de 2025)      |              |              |              |
| Reino Unido (1 destino, 1 aerolínea)                          |                                               |                                                            |              |              |              |
| Londres                                                       | Aeropuerto de Londres-Heathrow                | British Airways                                            |              |              |              |
| Total: 16 destinos [5 estacionales], 14 países, 8 aerolíneas  |                                               |                                                            |              |              |              |

## Estadísticas

### Rutas más transitadas
| Número | Ciudad                        | Pasajeros | Aerolínea                                                                                               |
| ------ | ----------------------------- | --------- | --- |
| 1      | Atlanta, Georgia              | 889,000   | Delta Air Lines, Southwest Airlines, Spirit Airlines                                                    |
| 2      | Orlando, Florida              | 719,000   | Frontier Airlines, Southwest Airlines, Spirit Airlines                                                  |
| 3      | Fort Lauderdale, Florida      | 485,000   | Southwest Airlines, Spirit Airlines                                                                     |
| 4      | Denver, Colorado              | 469,000   | Frontier Airlines, Southwest Airlines, Spirit Airlines, United Airlines                                 |
| 5      | Boston, Massachusetts         | 456,000   | Delta Connection, JetBlue Airways, Southwest Airlines                                                   |
| 6      | Charlotte, Carolina del Norte | 432,000   | American Airlines, American Eagle, Southwest Airlines, Spirit Airlines                                  |
| 7      | Tampa, Florida                | 395,000   | Southwest Airlines, Spirit Airlines                                                                     |
| 8      | Miami, Florida                | 312,000   | American Airlines, Frontier Airlines, Southwest Airlines                                                |
| 9      | Las Vegas, Nevada             | 309,000   | Southwest Airlines, Spirit Airlines                                                                     |
| 10     | Chicago, Illinois             | 291,000   | American Airlines, American Eagle, Southwest Airlines, Spirit Airlines, United Airlines, United Express |

| Número | Ciudad                           | Pasajeros | Aerolínea                                              |
| ------ | -------------------------------- | --------- | ------------------------------------------------------ |
| 1      | Cancún, México                   | 406,285   | Frontier Airlines, Southwest Airlines, Spirit Airlines |
| 2      | Montego Bay, Jamaica             | 218,668   | Southwest Airlines                                     |
| 3      | Reikiavik, Islandia              | 178,147   | Icelandair, Play                                       |
| 4      | Punta Cana, República Dominicana | 133,627   | Southwest Airlines                                     |
| 5      | Londres, Reino Unido             | 103,819   | British Airways                                        |
| 6      | Toronto, Canadá                  | 58,926    | Air Canada Express                                     |
| 7      | Ciudad de Panamá, Panamá         | 28,204    | Copa Airlines                                          |
| 8      | Oranjestad, Aruba                | 22,364    | Southwest Airlines                                     |
| 9      | Fráncfort, Alemania              | 19,586    | Condor                                                 |
| 10     | Liberia, Costa Rica              | 19,301    | Southwest Airlines                                     |

### Tráfico anual
| Año  | Pasajeros  | Año  | Pasajeros  |
| ---- | ---------- | ---- | ---------- |
| 2006 | 20,698,967 | 2016 | 25,122,651 |
| 2007 | 21,044,384 | 2017 | 26,369,411 |
| 2008 | 20,488,881 | 2018 | 27,145,831 |
| 2009 | 20,953,615 | 2019 | 26,993,896 |
| 2010 | 21,936,461 | 2020 | 11,204,511 |
| 2011 | 22,391,785 | 2021 | 18,868,429 |
| 2012 | 22,679,987 | 2022 | 22,804,744 |
| 2013 | 22,498,353 | 2023 | 26,200,143 |
| 2014 | 22,312,676 | 2024 | 27,059,733 |
| 2015 | 23,823,532 | 2025 |            |

## Aeropuertos cercanos
Los aeropuertos más cercanos son:
- Aeropuerto Nacional Ronald Reagan de Washington (47km)
- Aeropuerto Internacional de Washington-Dulles (71km)
- Aeropuerto Regional de Hagerstown (108km)
- Aeropuerto de Lancaster (109km)
- Aeropuerto Internacional de Harrisburg (113km)